# 村松玲子
村松 玲子（むらまつ れいこ）は、日本の合唱指揮者。

## 来歴
岩手県盛岡市生まれ。岩手県立盛岡第二高等学校を経て、東京学芸大学教育学部特別教科（音楽）教員養成課程を卒業。
1990年（平成2年）、岩手県立不来方高等学校教諭として着任。同校音楽部を指揮・指導し、2022年までに全日本合唱コンクール全国大会において通算22回の金賞、最高賞の文部科学大臣賞を通算8回受賞、現在14大会連続金賞。声楽アンサンブルコンテスト全国大会本選1位等に導く。また2011年の東日本大震災以降は復興支援のための活動、コンサートにも力を入れる。コンクールの審査員や各種講習会の講師なども積極的に務める。2023年の3月をもって同校を退職。その後非常勤講師として勤めている。
現在、岩手県立不来方高等学校非常勤講師。岩手県合唱連盟理事長。文化庁長官表彰、岩手県文化スポーツ表彰、矢巾町町民栄誉賞等受賞。

## 音楽
選曲の柱は以下の4つであり、特に村松の名を上げたのは1と3である。
1. グレゴリオ聖歌や中世・ルネサンスのポリフォニー作品
2. 日本語の作品
3. その合唱団ならではの個性的なレパートリー
4. お聴き下さる方々のニーズに合わせた作品

1については、大学時代に皆川達夫の主宰する中世音楽合唱団で歌った経験から「グレゴリオ聖歌はユニゾンで歌われる単純なものですが、純粋に神への祈りの音楽であり、自分たちの演奏をじょうずに聴かせようとすることよりも、自らを音楽に捧げるという純粋な喜びを知るようになるため、合唱を始めたばかりの若い年代にこのような音楽に触れることは貴重な経験になると思います」「中世・ルネサンスの時代の作品は、現代の機能和声とは異なる独特の響きと各声部のしなやかなメロディの絡み合いによる絹織物を思わせ、ヨーロッパの石造りの教会でこれらの曲を演奏する時、自分たちの声が天から降ってくるような響きに胸が震えるような感動を覚えます」として、不来方高が全日本合唱コンクールに出場する際の課題曲は必ずルネサンス・ポリフォニーであり、不来方高の定期演奏会は毎年グレゴリオ聖歌の第一旋法<Ave Maria>で幕を開ける。
3については、「どの合唱団もその合唱団ならではの個性的なレパートリーを持つことが必要だと思います」と村松は説き、不来方高の特徴的なレパートリーはフォーレ、プーランク、シュミット等のフランス近代の作品である。これらは村松自身が岩手県の名門・女声合唱団フィオーレで歌っていたころから取り組んできた曲でもある。「決して立派な声ではないけれど、軽く素直な不来方の声に向いています」「不来方にはフランス語コースがあり、フランス人講師がいることもあって、いつしかフランス近代の作品をコンクールで演奏するようになり、フランスへの演奏旅行も実現できるようになりました」としている。